# Kaiserfest des Künstlervereins Malkasten

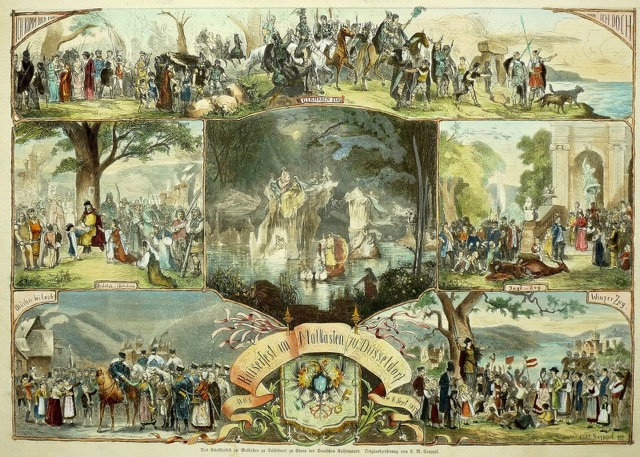
Das Künstlerfest im Malkasten zu Düsseldorf zu Ehren des Kaiserpaars am 6. September 1877, kolorierter Holzstich zu einer Zeichnung von Carl Maria Seyppel, 1877

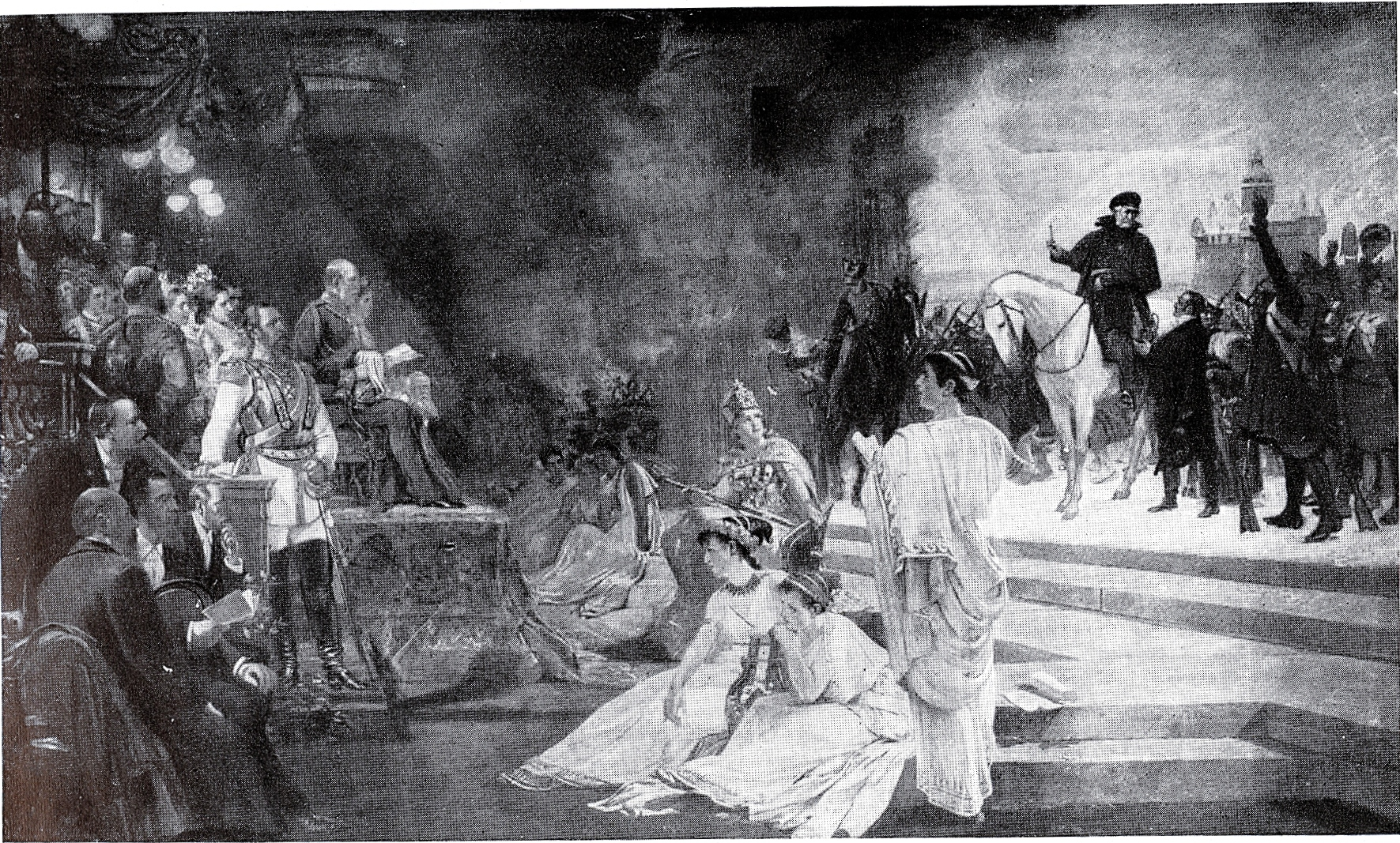
Festspiel von Kaiser Wilhelm im Malkasten, Abbildung des Wandgemäldes von Fritz Neuhaus im Neuen Rathaus Düsseldorf, 1896

Das Kaiserfest des Künstlervereins Malkasten war ein Festspiel in Düsseldorf, das der Künstlerverein Malkasten am 6. September 1877 zu Ehren Kaiser Wilhelms I. und seiner Gemahlin Augusta veranstaltete. Hierzu wurden nach Ideen des Dramaturgen und Malers Karl Hoff von rund 400 Berufs- und Laiendarstellern in einer Begrüßung im Malkasten-Haus, in fünf Szenenbildern auf einer Freilichtbühne sowie in einem illuminierten Figuren-Arrangement im Malkastenpark mehrere Tableaux vivants aufgeführt. Den Abschluss bildete ein Defilee der Festspieldarsteller. Während Hoff die im Festspiel vorgetragenen Dichtungen schuf, komponierte Julius Tausch den musikalischen Rahmen. Die Entwicklung von Arrangements, Kulissen und Dekorationen war ein Gemeinschafts- und Gesamtkunstwerk von vereinsangehörigen Künstlern der Düsseldorfer Malerschule und ihren Helfern und wurde mit großem technischem Aufwand betrieben. Das Ereignis, das dem Patriotismus der Gründerzeit entsprach und gängige Geschichtsbilder des 19. Jahrhunderts reflektierte, wurde in der lokalen und überregionalen Presse ausführlich rezipiert. Es beförderte die Karriere einiger Protagonisten. Der Maler Fritz Neuhaus hielt 1896 eine Szene der Festaufführung in einem Wandgemälde für den Ratssaal im Neuen Rathaus Düsseldorf fest.

## Geschichte

### Vorgeschichte
Der Künstlerverein Malkasten ist eine heute noch bestehende Düsseldorfer Künstlervereinigung, deren Zweck seit der Gründung im Jahr 1848 auf Geselligkeit und kulturellen Austausch gerichtet ist. Als Düsseldorfer Malerschule trugen die dort eingebundenen Künstler im 19. Jahrhundert den Namen der Stadt in die Welt hinaus. 1867 wurde das Malkasten-Haus als Vereinssitz gebaut. Hinter dem Haus erstreckt sich der rund 30.000 m² große Malkastenpark als Privatgarten des exklusiven Vereins, dem im Jahr 1877 rund 650 Personen als Mitglieder angehörten, darunter etwa 300 tätige bildende Künstler. Ehrenmitglieder waren seinerzeit der deutsche Reichskanzler Otto Fürst von Bismarck sowie der preußische Ministerpräsident a. D. Karl Anton Fürst von Hohenzollern-Sigmaringen, der bis 1871 mit seiner Familie im benachbarten Schloss Jägerhof residiert hatte. Neben dem Verein Berliner Künstler galt der Malkasten als führender Künstlerverein im Deutschen Kaiserreich.
Nachdem im April 1877 bekannt geworden war, dass Wilhelm I. in der Zeit vom 3. bis 9. September am großen Herbstmanöver des VII. Korps der Preußischen Armee auf der Golzheimer Heide bei Düsseldorf persönlich teilnehmen werde, nahmen die Mitglieder des Malkastens am 5. Mai in einer Generalversammlung den Vorschlag des Vorstandes an, den Kaiser zu einem „Kaiserfest“ einzuladen. Ein Ehrenfest hatte der Künstlerverein erstmals im Sommer 1858 zur Verabschiedung des Malers Carl Friedrich Lessing veranstaltet.
Der Besuch des Kaisers, als dessen weitere Höhepunkte Paraden und Aufmärsche von Vereinen sowie ein Festsouper des Provinziallandtags der Rheinprovinz in der Tonhalle am 5. September 1877 geplant wurden, war die erste Visite des deutschen Staatsoberhaupts in der Stadt seit der Reichsgründung 1871. In dieser Zeit sollte der Kaiser auf Schloss Benrath residieren. Da es hieß, dass der Monarch zuvor keine private Veranstaltung besucht habe, mussten die Vorstandsdelegierten Wilhelm Camphausen, Karl Hoff und Emil Hünten mit einer Absage rechnen, als sie dem Kaiser und dem Kronprinzen Friedrich die Einladung Ende Mai 1877 in Berlin persönlich übergaben. Wohl dank der engen Vereinsverbundenheit des Fürsten Karl Anton kam jedoch ein positiver Bescheid, so dass der Malkasten Anfang Juni 1877 zur Vorbereitung ein „Kaiserfest-Comité“ konstituierte und zur Finanzierung des Vorhabens „Kaiserfest-Aktien“, die bei einem Nennwert von 30 Mark ihren Inhaber zum Erwerb einer Eintrittskarte berechtigten, an 650 Vereinsmitglieder und 1.800 weitere Personen emittierte.
Nach Erinnerungen der Malergattin und Sängerin Else Sohn-Rethel, die als Assistentin Hoffs eine führende Rolle bei der Organisation des Kaiserfests übernommen hatte, begann schon im Mai „ein intensives, fast wildes Arbeiten“. Während Hoff die Grundidee des Festspielentwurfs verantwortete, entwickelten die Maler Albert Baur, Philipp Grotjohann, Wilhelm Simmler, Hünten, Benjamin Vautier und Ernst Bosch mit ihren jeweiligen Darstellern die einzelnen Bildszenen der Tableaux vivants des Festspiels.
Der Architekt Julius Knobel, der 1867 auch das Vereinshaus gebaut hatte, übernahm die Bauaufgabe, am Haupteingang einen zeltartigen Vorbau mit Garderobe sowie an der rückseitigen Parkterrasse eine rund 18 Meter breite, 7,5 Meter tiefe Festspielbühne einschließlich Nebenräumen für 100 Personen und Stallung für 30 Pferde zu errichten.
Der Maler Andreas Achenbach schuf wochenlang drei große Cycloramen, die bei einer Länge von bis zu 23 Metern und einer Höhe von fast sechs Metern auf Walzen einer Maschinerie von Otto Windscheid aufgebracht wurden, um durch langsame Abwicklung eines Panoramas im Hintergrund des Bühnenraums eine sich wandelnde Szene zu unterstützen. Drei weitere Bühnenprospekte dieser Art fertigten Hoff, Simmler und Heinrich Deiters. Geschaffen wurde auch ein „Wolkenvorhang“, der in Szenenpausen vor der Bühne hinuntergelassen werden konnte, um Bühnentechnikern die Gelegenheit zu geben, die Walzen mit den Bühnenbildern für den nächsten Auftritt auszutauschen.
Des Weiteren mussten im Malkastenpark Gerüste für sechs großformatige Transparentbilder von Hermann Wislicenus, Eduard Bendemann, Peter Janssen d. Ä., Julius Roeting und Carl Johann Lasch, eine Grotte für den Auftritt von Nixen über dem Venusteich sowie verschiedene Zuschauertribünen gebaut werden. Eine Brücke wurde über die den Park durchfließende Düssel geschlagen, um den geplanten Festzug aller kostümierten Darsteller zu ermöglichen. Zur Illumination des Parks wurden 500 Meter Gasrohre verlegt. Neben zahlreichen Hilfskräften für Kostüme und Requisiten wurden Techniker, Feuerwehrleute und andere Sicherheitskräfte in die Vorbereitungen eingebunden.
Die das Festspiel begleitende Musik besorgten das Vereinsmitglied Julius Tausch sowie Chor und Orchester des Städtischen Musikvereins zu Düsseldorf. Neben neuen Kompositionen, insbesondere einer Ouvertüre zur Begrüßung im Festsaal, arrangierte Tausch bekannte Musikstücke für Zwecke der Aufführung neu.

### Aufführung

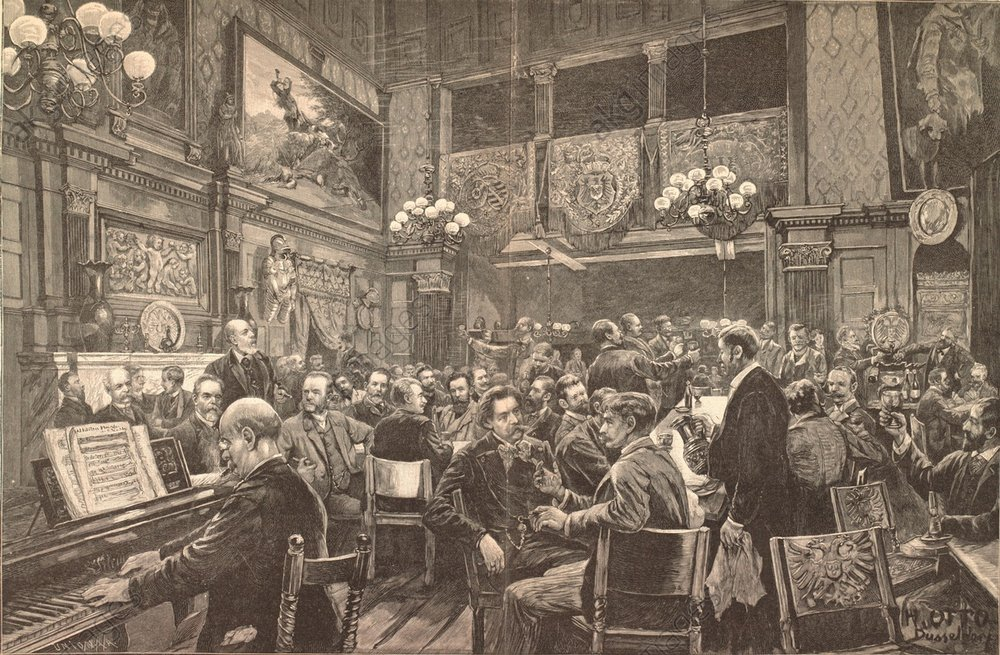
Wappen auf der Galeriebrüstung nach einer späteren Illustration von Heinrich Otto, 1890

Am 6. September 1877 drängten sich bereits in den späten Nachmittagsstunden Menschenmassen vor dem Haupteingang des Malkasten-Hauses, um die Ankunft des Kaiserpaares und der Ehrengäste zu sehen. Um 19 Uhr kamen die geladenen Herrschaften an und begaben sich in den unter Leitung von Hermann Krüger dekorierten Festsaal des Hauses, um den ersten Programmpunkt des dreistündigen Festspiels, das einen fortlaufenden Positionswechsel der Gäste erforderte, zu erleben. Für die Bühne des Festsaals hatte der Maler Adolf Schmitz das Wappen Preußens auf ein Transparent gemalt, so dass es bei der Ankunft der Majestäten illuminiert werden konnte. Das Wappen der Rheinprovinz, das Allianzwappen von Kaiser und Kaiserin und das Wappen des Kronprinzen, die die Galeriebrüstung schmückten, waren unter Leitung von Else Sohn-Rethel in Sackleinwand, Watte und Mehlkleister so ausgeführt und bemalt worden, dass sie wie edle Tapisserien wirkten. Die Schildhalter des Preußenwappens, die Wilden Männer, wurden von den Malkästlern Bengt Nordenberg und Wilhelm Camphausen lebend dargestellt. In seiner wilden Verkleidung begrüßte Letzterer das Kaiserpaar mit einem Gedicht und begleitete es nach rascher Umkleidung in Frack und Zylinder als gastgebende Bezugsperson und Repräsentant des Künstlervereins. Zum Abschluss der Begrüßungsszene erschien auf der Bühne anstelle des Preußenwappens das Wappen des Malkastens.

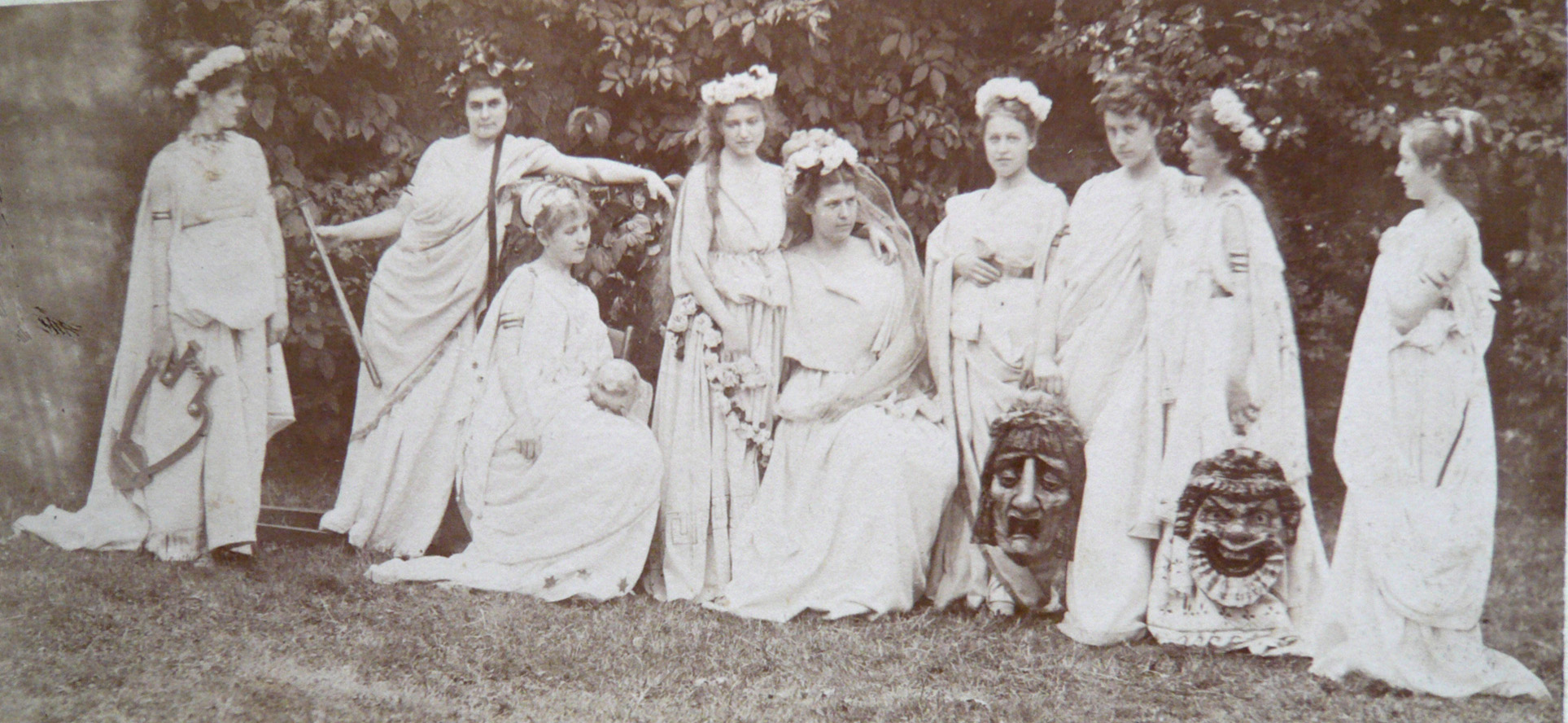
Klio und die Musen auf dem Kaiserfest, 1877, Zweite von rechts: Else Sohn-Rethel, Fotografie von Gustav Overbeck (1823–nach 1880)

Sodann wurden die Vorhänge des Saals geöffnet, um den Weg auf die von einem Baldachin überspannte „Kaisertribüne“ freizugeben, die im Freien auf der Terrasse vor der Festspielbühne neben weiteren, seitlich angeordneten Sitzplätzen errichtet worden war. Das Bühnenspiel eröffneten eine von Anna Haverland verkörperte Germania und neun weitere Figuren, die als Musen die Künste, die Sage, die Geschichte und die Poesie versinnbildlichen sollten. Sie kündigten eine „dem siegreichen Wiederhersteller des deutschen Reiches“ gewidmete Darstellung von fünf Ereignissen der deutschen Geschichte an, die alle am Rhein stattfanden. Im Kreis von Pagen, die in den Reichsfarben gekleidet waren, nahmen sie dann auf Treppen unterhalb der Bühne Platz, wobei Germania, ausgestattet mit Reichskrone und Reichsschwert, einen erhöhten Thronsessel bestieg. Klio, die von Magda Irschick gespielte Muse der Heldendichtung und Geschichtsschreibung, übernahm nun die Rolle, zu den im Folgenden dargestellten Geschichtsbildern ein- und überleitende Worte zu sprechen.

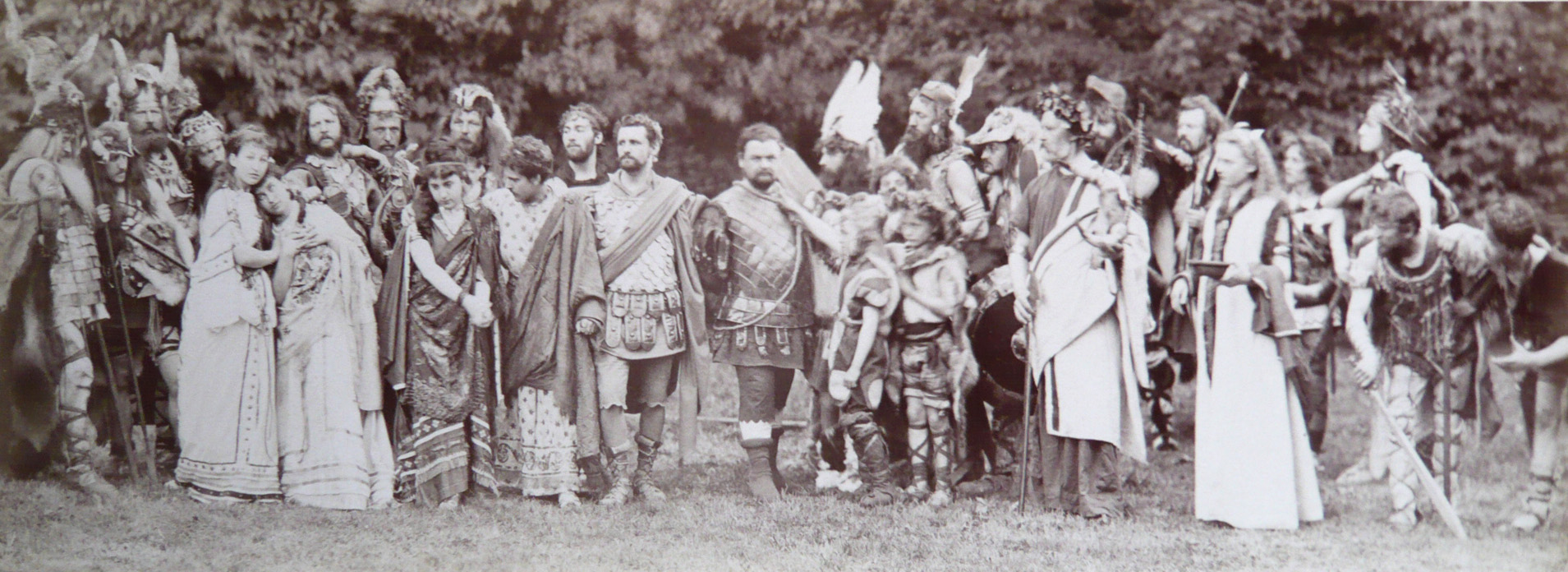
Darsteller von Germanen und Römern auf dem Kaiserfest, 1877, Fotografie von Gustav Overbeck

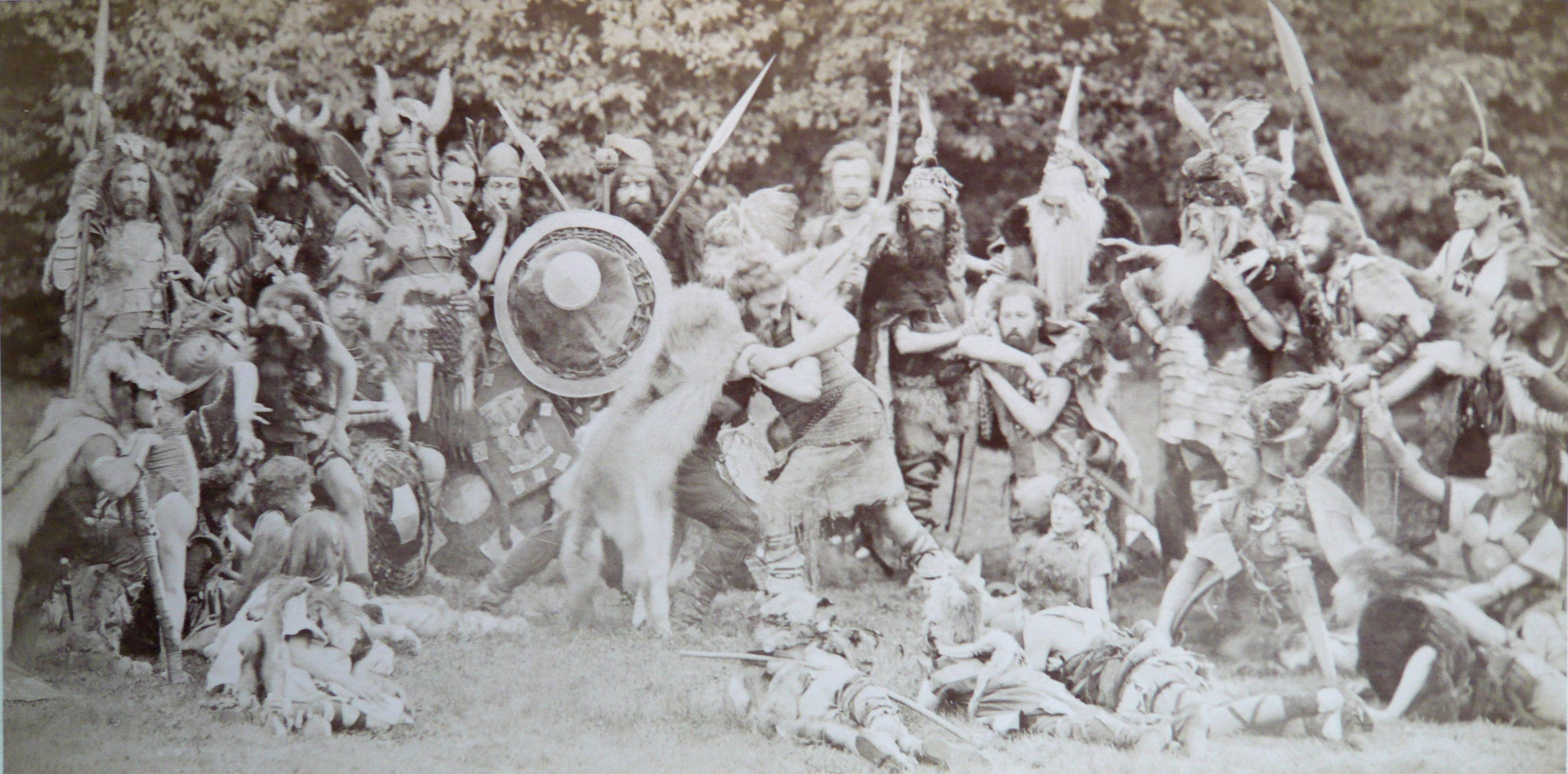
Kampfszene von Germanen, 1877, Fotografie von Gustav Overbeck

Das von Albert Baur arrangierte erste Bild zeigte einen Siegeszug von Germanen nach der Varusschlacht vor einem bewegten Panorama von Andreas Achenbach und zu Musik von Julius Tausch. Reiche Kriegsbeute und römische Gefangene führten die Krieger mit sich. Höhepunkt dieser Szene war der Auftritt von Arminius und Thusnelda zu Pferde. Das Paar wurde in einer Germanensiedlung von einem Waffentanz begrüßt, während Priester Opferungen unter einer heiligen Eiche vollzogen. Klio kommentierte das Bild im Sinne borussischer Geschichtsschreibung mit dem Hinweis, das Volk habe hier zum ersten Mal die „Wacht am Rhein“ bezogen. Germanen und Deutsche wurden dem Volksgeist-Konzept des 19. Jahrhunderts entsprechend gleichgesetzt. Wie auch im 1875 eingeweihten Hermannsdenkmal erschien Arminius als der „erste Deutsche“.

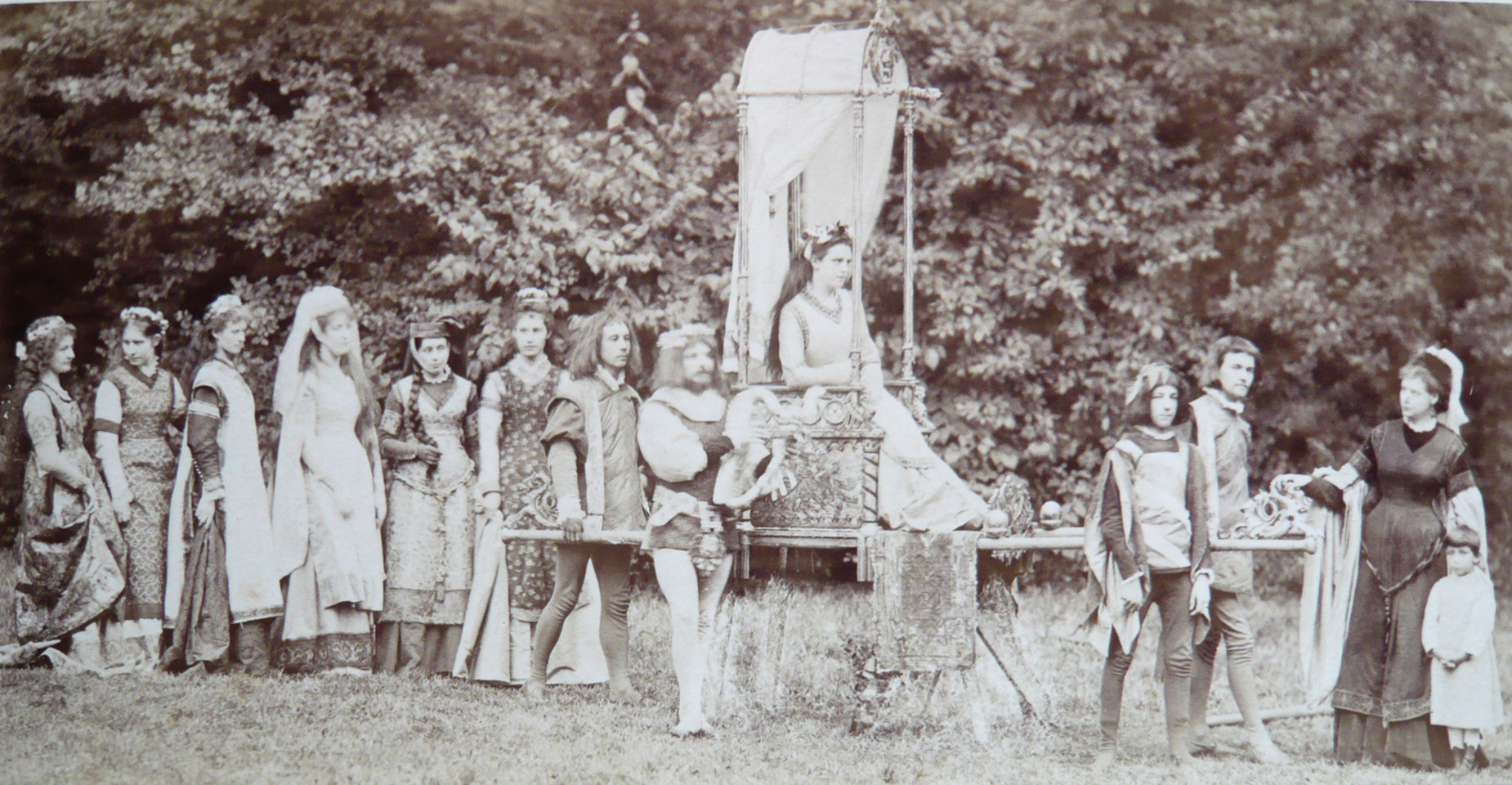
Darsteller der Mittelalterszene mit Isabella von Burgund, der Gattin Rudolf von Habsburgs, in einer Sänfte, 1877, Foto von Gustav Overbeck

Das zweite Bild, inszeniert von Philipp Grotjohann, war dem Mittelalter gewidmet: In einer Felsenlandschaft im Niederwald bei Rüdesheim am Rhein hausten Raubritter, die Kaufleuten auflauerten, ehe Rudolf von Habsburg eingriff, um vor dem von Achenbach gemalten Hintergrund brennender Raubritterburgen über Räuber und Plünderer unbarmherzig Recht zu sprechen. Das Bild nahm Bezug auf das Fresko Gerechtigkeit – Rudolf von Habsburg, Gericht haltend über Raubritter (1848), das Hermann Stilke im Auftrag Friedrich Wilhelms IV. für den kleinen Rittersaal von Schloss Stolzenfels geschaffen hatte. Mit der Niederwald-Szene zog das Bild eine Parallele zwischen dem Königtum Rudolfs I. und der Herrschaft Wilhelms I. und griff thematisch der geplanten Grundsteinlegung des Niederwalddenkmals in Rüdesheim am Rhein vor, an der der Kaiser am 16. September 1877 teilnehmen sollte.
Im dritten Bild präsentierte dessen Arrangeur und Kulissenmaler Wilhelm Simmler einen lokalhistorischen Bezug: In Begleitung einer barocken Jagdgesellschaft begegnete der joviale Kurfürst Johann Wilhelm von der Pfalz seinen Landsleuten, anschließend begrüßte seine Gattin Anna Maria Luisa de’ Medici im Kreise ihrer Hofdamen auf einer Schlosstreppe die rückkehrenden Jäger. Zu Gehör brachte Tausch hierzu sein Arrangement des Lieds Ein Jäger aus Kurpfalz. Ein lebenslustiger pfälzischer Monarch, seine toskanische Gemahlin und die galante Conduite eines barocken Hofstaats wurden so als Grundlagen für das Aufblühen eines Kunstlebens im Rheinland gedeutet.
Das vierte Bild führte die Zuschauer in die Zeit der Befreiungskriege, zu einem populären Motiv, das Wilhelm Camphausen in dem Historiengemälde Blüchers Rheinübergang bei Kaub (1859) bekannt gemacht hatte: Vor der rheinromantischen Kulisse von Burg Pfalzgrafenstein, gemalt von Achenbach, verpflegten Einwohner von Kaub einmarschierende Truppen. Auf seinem Pferd ritt der preußische Feldmarschall Gebhard Leberecht von Blücher herbei. Patriotisch begrüßten ihn Soldaten und Bürger. Gespielt wurde Ludwig van Beethovens Yorckscher Marsch. Das Tableau vivant wurde von Hünten inszeniert, der sich in dem Gemälde Marschall Vorwärts bereits 1863 mit der Figur Blüchers beschäftigt hatte.
Einen sentimentalen Rückblick auf die Reichsgründung vermittelte schließlich das fünfte Bild, das von Benjamin Vautier und Ernst Bosch arrangiert wurde: Winzer aus dem Elsass, ein Hochzeitspaar und eine Schulklasse mit ihrem Lehrer tummelten sich darin vor einem breiten Panorama des Oberrheintals von Heinrich Deiters. Tausch ließ dazu „dörfliche Musik“ spielen. Anschließend erhob sich Germania von ihrem Thron, stellte sich unter Blitz und Donner, die den Deutsch-Französischen Krieg symbolisierten, neben einer Eiche auf und sprach mit gezogenem Schwert die Schlussworte „Ein Kaiserschild hängt wieder an der Eiche“. Jubelnd sprangen daraufhin alle Darsteller auf und umringten Germania. Unter den Klängen der Hymne Die Wacht am Rhein fiel der Vorhang. In dieser Schlussszene knüpfte der Festspieldichter Hoff an Germania-Darstellungen in Lorenz Clasens und Hermann Wislicenus’ Gemälde Germania auf der Wacht am Rhein (1860 bzw. 1873/1874) an.

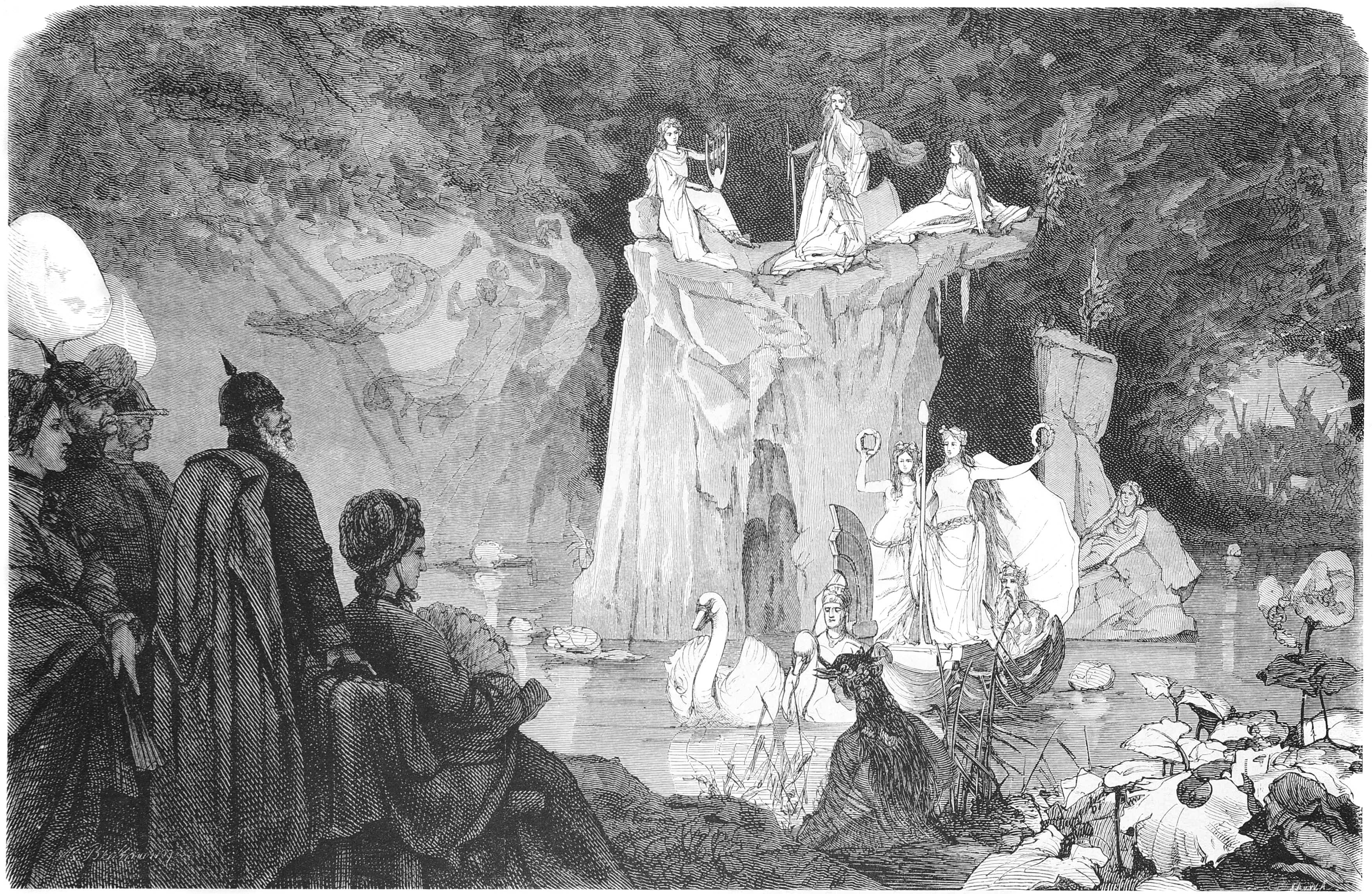
Der Nixenteich aus dem Malkastenfeste zu Düsseldorf, Illustration von Wilhelm Beckmann für die Zeitschrift Die Gartenlaube, 1877

Nach einem Imbiss für die Ehrengäste im Vereinshaus kündigten bei einsetzender Dämmerung Trompetenfanfaren den zweiten Hauptteil des Festspiels an. Dieser war der Kaiserin Auguste gewidmet und stand unter dem Motto „Sage und Poesie“. Hierzu geleiteten sechs junge Männer mit kugelförmigen, transparenten, von innen beleuchteten Blumenbouquets auf hohen, goldenen Stangen die Ehrengäste unter Orgelmusik in die zu einem „romantischen Dom“ umgestaltete Hauptallee des Malkastenparks. Die dort aufgehängten großformatigen Transparentbilder zeigten Figuren aus der rheinischen Sagenwelt: Darstellungen der Loreley und Genovevas, Siegfrieds und Rolands, des Schwanenritters und der Drachenjungfrau. Am Ende der Allee nahmen die Ehrengäste vor dem Venusteich Aufstellung. Inmitten des Gewässers hatte der Maler Friedrich Gerhardt eine Grottenlandschaft mit einem künstlichen Felsen mittels elektrischer und bengalischer Beleuchtung in Szene gesetzt. Hunderte bunte Flämmchen, die am Ufer brannten und neben leuchtenden Lotusblumen auf dem Wasser schwammen, spiegelten sich. Auf dem Felsen saß eine Gruppe von Nixen, die in Begleitung eines im Hintergrund verdeckt aufgestellten, 50 Personen starken Chores ihre hellen Stimmen zum Gesang erhob. Die entsprechende Komposition war eine Schöpfung von Tausch. Zwei Jungfrauen, die Sage und Märchen verkörperten, wurden in einem Muschelnachen von lebensgroßen Schwänen ans Ufer gezogen, wo sie der Kaiserin einen Kranz überreichten.
Auf einem weiteren Weg, den die Ehrengäste anschließend entlang der Düssel in einen hinteren Bereich des Parks zurücklegten, um den dritten Hauptteil als Finale des Festspiels zu erleben, passierten sie bengalisch beleuchtete Elfen, deren Figuren von fast unsichtbaren Stangen gehalten wurden. So gelangten sie an einen Platz, wo alle 400 Darsteller in einem kostümierten Festzug an ihnen vorbeizogen. Fackeln und der Malkastenmarsch von Tausch steigerten die Wirkung des Defilees.
Als die Ehrengäste über einen Bogengang aus bunten Laternen zum Vereinshaus zurückgekehrt waren, klang die Veranstaltung mit einer persönlichen Vorstellung einzelner Mitwirkender und der Mitglieder des Festkomitees aus. Um 22 Uhr verließen die Gäste das Malkasten-Haus.
Zahlende Zuschauer, die nicht als Ehrengäste geladen waren, konnten das Gelände über einen seitlichen Garteneingang betreten und das Festspiel nur aus abgezäunten Randbereichen des Parks aus einiger Entfernung verfolgen. Erst nach Beendigung des Festspiels wurde der gesamte Garten freigegeben.

### Ehrengäste und Gastgeber
Neben dem Kaiserpaar waren Angehörige der preußischen Königsfamilie und nahe Verwandte anwesend, unter anderem Kronprinz Friedrich und seine Gemahlin Kronprinzessin Victoria, deren Tochter, Prinzessin Charlotte, sowie der Bruder des Kaisers, Prinz Carl, dessen Sohn, Prinz Friedrich Karl von Preußen, außerdem der Bruder der Kaiserin, Großherzog Carl Alexander von Sachsen-Weimar-Eisenach. Ferner zählten der Großherzog Friedrich Franz II. von Mecklenburg-Schwerin, der Fürst Wilhelm zu Wied, der Erbprinz Leopold von Hohenzollern und dessen Gemahlin Antonia Maria von Braganza zu den Ehrengästen. Den preußischen Generalstab vertraten Helmuth von Moltke und Edwin von Manteuffel, das Hofmarschallamt Friedrich von Perponcher-Sedlnitzky und Albert Kanzki (1823–1903). Den Kaiser begleiteten sein Leibarzt Gustav von Lauer sowie sein Sekretär und Pressesprecher Louis Schneider.
Als Gastgeber vertraten die Mitglieder des Vorstands den Künstlerverein Malkasten. Als weitere Vertreter der Künstlerschaft der Stadt repräsentierten der Historienmaler und Akademiedirektor Hermann Wislicenus die Kunstakademie Düsseldorf und der Landschaftsmaler August Becker den Verein der Düsseldorfer Künstler.

### Rezeption
Ausführlich berichteten sowohl lokale als auch überregionale Medien über das Ereignis. Eine Sonderbeilage gab das Familienblatt Daheim schon zu den Vorbereitungen des Kaiserfestes heraus. Wie auch die Illustrirte Zeitung aus Leipzig brachte die Zeitschrift Die Gartenlaube zu ihren Schilderungen des Festes eine doppelseitige Illustration. Im Anschluss dokumentierten bebilderte Publikationen und Erinnerungsalben mit Fotos das Kaiserfest. Das Urteil war durchweg positiv bis euphorisch. Ein Kritiker der Zeitschrift Die Gegenwart meinte gar: „In Deutschland ist wohl seit den Tagen des Mainzer Reichsfestes der Hohenstaufenzeit keinem Kaiser wieder so die Huldigung der deutschen Kunst dargebracht worden, wie am 6. September 1877 in Düsseldorf.“ Weitergehend begriff er das Kaiserfest als einen „Moment von historischer Bedeutung, wo dem Wiederaufrichter des deutschen Reiches zum ersten Maler die Huldigung der deutschen Kunst dargeboten wird.“
Am 8. September 1877 bedankte sich Wilhelm I. für das ihm ausgerichtete Ehrenfest. Zukünftige Zuwendungen andeutend äußerte er: „und der Achtung, welche Ich der jetzt vorzugsweise in Düsseldorf vertretenen rheinischen Kunst gern zolle, wird sich, durch das Fest des Künstlervereins vermittelt, nunmehr in Mir das Band neuer herzlicher Erkenntlichkeit zugesellen.“ Diese Erkenntlichkeit lässt sich mutmaßlich an Aufträgen festmachen, die Düsseldorfer Künstler, darunter die Historienmaler Camphausen, Hünten, Janssen und Simmler, für die Ausmalung der Berliner Ruhmeshalle erhielten. Der durch das Kaiserfest verstärkte Ruf der Düsseldorfer Künstlerschaft, kompetente künstlerische Gestalter von Festen zu sein, drückte sich auch darin aus, dass einige ihrer Vertreter, an ihrer Spitze Camphausen, den Auftrag erhielten, Dekorationen für den Festzug zur Vollendung des Kölner Doms am 16. Oktober 1880 zu entwerfen.
Als in den 1890er Jahren Motive für die künstlerische Gestaltung des Ratssaals im Neuen Rathaus Düsseldorfs gefragt waren, um „Kaiser Wilhelm I. in würdiger Weise“ zu verewigen, wählte der Maler Fritz Neuhaus eine Szene aus dem Kaiserfest. Bei dem 1896 fertiggestellten Wandbild blickt der Betrachter aus unmittelbarer Nähe auf den Monarchen. Eng ist die Kaisertribüne an die Festspielbühne herangerückt. In der Bühnenszene erklärt Klio den Zuschauern den Auftritt Blüchers beim Rheinübergang 1814.